# Diogo de Vasconcelos (Minas Gerais)
Diogo de Vasconcelos è un comune del Brasile nello Stato del Minas Gerais, parte della mesoregione Metropolitana di Belo Horizonte e della microregione di Ouro Preto.